# Abdorrazzaq Nafez
Le mollah Abdorrazzaq Nafez est un chef militaire afghan taliban. Il a opéré dans les régions du nord du pays lors des opérations en novembre 2001, où il fut capturé par les forces du général Abdul Rachid Dostom puis relâché. Il est devenu membre du Conseil de direction du mouvement en 2003.